# Dammen (Godegårds socken, Östergötland)
Dammen är en sjö i Motala kommun i Östergötland och ingår i Motala ströms huvudavrinningsområde.